# Ham-sous-Varsberg
Ham-sous-Varsberg è un comune francese di 2 820 abitanti situato nel dipartimento della Mosella nella regione del Grand Est.

## Società

### Evoluzione demografica
Abitanti censiti